# Kristin (série télévisée)
Kristin est une série télévisée américaine en treize épisodes de 23 minutes dont seulement six épisodes ont été diffusés entre le 5 juin et le 10 juillet 2001 sur le réseau NBC. Kristin Chenoweth figure dans le rôle principal.
Cette série est inédite dans tous les pays francophones.

## Synopsis
Kristin Yancey, une guillerette de l'Oklahoma, prend un boulot de secrétaire à New York alors qu'elle cherche du travail dans le show business.

## Distribution
- Kristin Chenoweth : Kristin Yancey
- Jon Tenney : Tommy Ballantine, le boss de Kristin
- Ana Ortiz : Santa Clemente, l'ami de Kristin
- Larry Romano (en) : Aldo Bonnadonna, le bras droit de Tommy

## Épisodes
1. Pilot
2. The In-Crowd
3. The Homewrecker
4. The Scene
5. The Mother
6. The Rival
7. The Gift
8. The Gatekeeper
9. The Escort
10. The Rift
11. The Showdown
12. The Crush
13. The Secret

## Accueil
Michael Speier du magazine Variety a dit que la série était « ratée ».